# NGC 3976A
NGC 3976A (другие обозначения — MCG 1-31-1A, ZWG 41.7, ARAK 333, PGC 37490) — галактика в созвездии Дева.
Этот объект не входит в число перечисленных в оригинальной редакции «Нового общего каталога» и был добавлен позднее.